# Охаба (Долж)
Охаба (рум. Ohaba) насеље је у Румунији у округу Долж у општини Мелинешти. Oпштина се налази на надморској висини од 203 m.

## Становништво
Према подацима из 2002. године у насељу је живело 399 становника, од којих су сви румунске националности.